# Give It Up
«Give It Up» es una canción interpretada por las cantantes estadounidenses Elizabeth Gillies y Ariana Grande, incluida en la primera primera banda sonora de la serie Victorious de Nickelodeon. Fue interpretada por primera vez en el especial Freak the Freak Out de la serie emitido en noviembre de 2010 en Estados Unidos. 
El tema obtuvo críticas mixtas, y los críticos musicales alabaron el contenido agresivo de sus letras y la compararon con el sonido de la cantante Britney Spears.[cita requerida]
El tema llegó a la posición número 23 de la lista estadounidense Bubbling Under Hot 100 de Billboard, que actúa como una prolongación de la Billboard Hot 100.

## Recepción

### Comercial
La canción debutó en el número 23 de la Billboard Bubbling Under Hot 100 la semana del 20 de agosto de 2011, y alcanzando ese mismo año la posición número 3 en la lista, la más alta conseguida por una colaboración entre las dos artistas.